# Réserve naturelle nationale de la Haute Chaîne du Jura
La réserve naturelle nationale de la Haute Chaîne du Jura (RNN112) est une réserve naturelle nationale située en Auvergne-Rhône-Alpes. Classée en 1993, elle occupe une surface de 10 800 hectares ce qui en fait la quatrième de France métropolitaine en termes de surface. Elle couvre les monts Jura, le chaînon le plus élevé du massif du Jura.

## Localisation

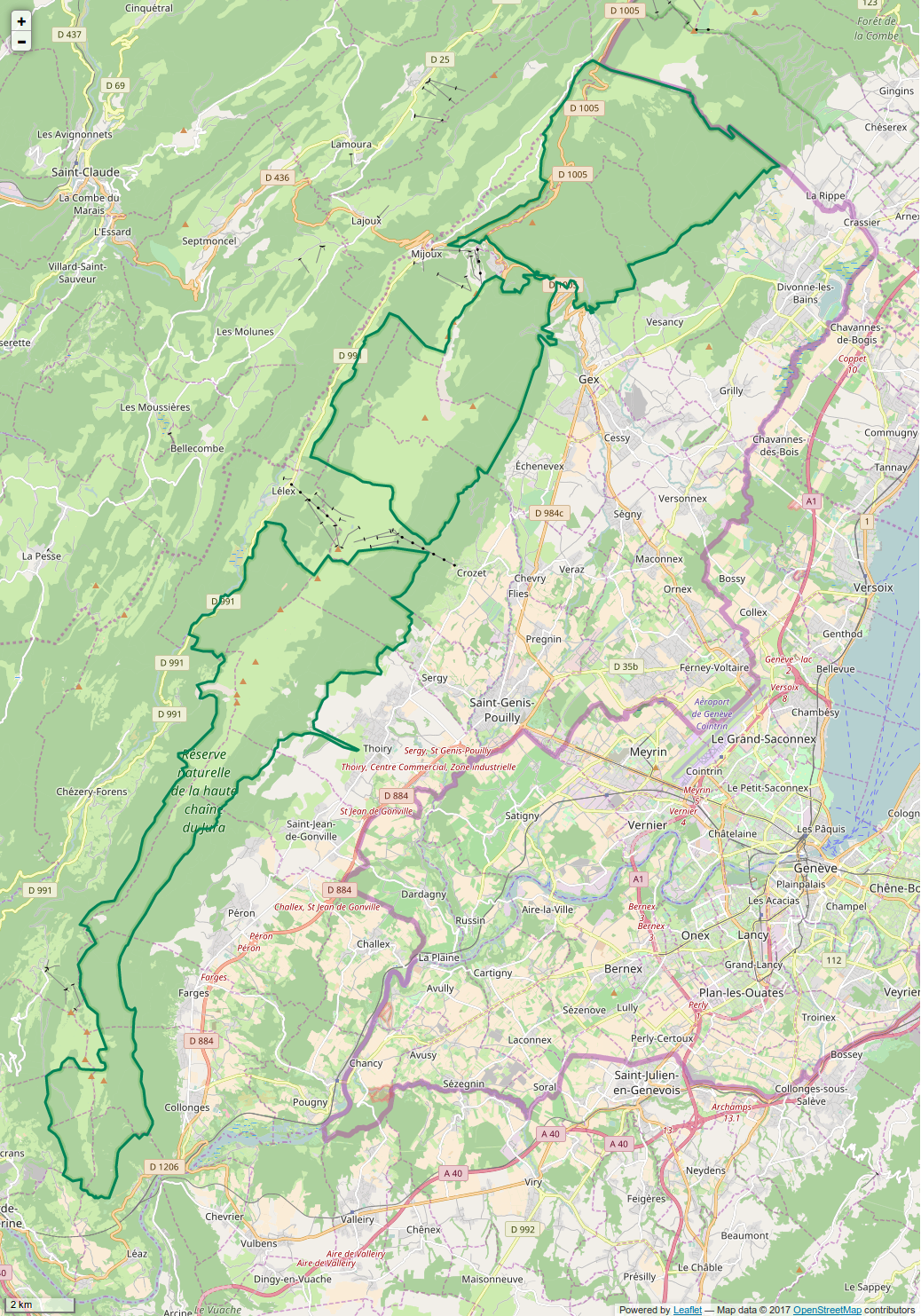
Périmètre de la réserve naturelle.

La réserve est située sur l'anticlinal des Monts Jura où se trouvent les plus hauts sommets de la chaîne jurassienne (Crêt de la Neige, Le Reculet...). Elle est délimitée au nord par la frontière franco-suisse au sud du sommet de La Dôle et au sud par la cluse formée par le Rhône entre le Grand Crêt d'Eau et la montagne de Vuache. À l'ouest de la réserve se situe la vallée de la Valserine et à l'est se trouve le Pays de Gex et la vallée du Léman. La réserve est également située sur le territoire du Parc naturel régional du Haut-Jura, dont la confusion entre les deux entités est fréquente.
La réserve est située dans le département de l'Ain sur le territoire de 18 communes du Pays de Gex, mais aucune de celles-ci n'est entièrement comprise dans la réserve. Il s'agit des communes de : Bellegarde-sur-Valserine, Chézery-Forens, Collonges, Confort, Crozet, Divonne-les-Bains, Échenevex, Farges, Gex, Lancrans, Léaz, Lélex, Mijoux, Péron, Saint-Jean-de-Gonville, Sergy, Thoiry et Vesancy.

## Histoire de la réserve
La réserve est née de l'idée d'un projet de création d'un parc national du Jura au milieu des années 1960 qui échoua en raison de l'hostilité des communes face à ce projet trop restrictif pour elles. En 1977, l'Association Gessienne de défense de la Nature (A.G.E.N.A.) et 26 autres associations demandent la création d'une réserve naturelle sur 14 000 ha. Cette proposition est étudiée par les élus locaux qui proposent l'année suivante l'étude de la création d'un parc naturel régional en plus de l'étude de la création d'une réserve naturelle.
Dans les années 1980, la hausse de la population et du tourisme permet au projet de réserve naturelle d’apparaître comme un bon outil de protection. La procédure de création est dès lors entamée. Les différentes enquêtes et avis favorables du début des années 1990, notamment du Conseil National de Protection de la Nature en 1991, permettent la signature d'un décret ministériel, en février 1993, portant sur la création de la réserve. En mai 2003, la gestion de la réserve est accordée à la Communauté de communes du Pays de Gex en association avec le Parc Naturel Régional du Haut-Jura.

## Écologie (biodiversité, intérêt écopaysager…)

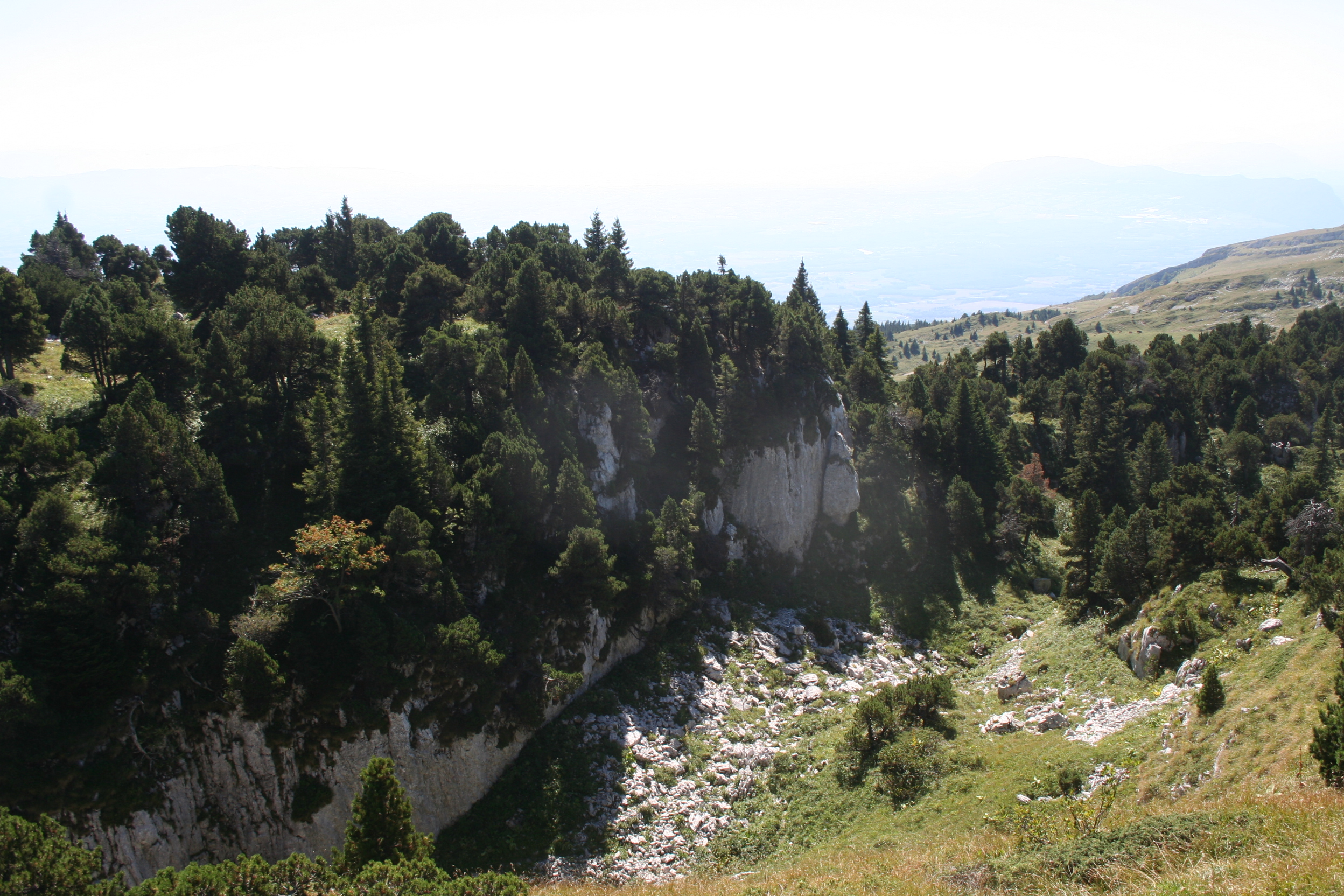
Canyon au Crêt de la Neige

La réserve naturelle est divisée en 7 grand milieux : les falaises, les éboulis, les forêts montagnardes, les zones humides, les pelouses d'altitude, les pelouses sèches et les pinèdes à crochets.
La réserve est répartie sur une altitude variable entre 500 m et 1 720 m. De ce fait, la faune et la flore de la réserve sont très diversifiées.

### Flore
En 1999, plus de 950 plantes à fleurs ont été répertoriées dans la réserve, dont 7 espèces protégées. La surface forestière de la réserve est estimée à environ 7 989 ha et représente plus de 73 % du territoire de la réserve.

## Activités humaines
Le pastoralisme est l'une des principales activités de la réserve où les alpagistes exploitent les pelouses d'altitude des alpages des Monts-Jura pour y paître leurs troupeaux. La surface pâturée est d'environ 3 447 ha dans la réserve sur 53 territoires pastoraux. La chasse reste autorisée dans la réserve, mais sur un territoire représentant environ 10 % du territoire de la réserve. La régulation de la population du sanglier permet la conservation du Grand Tétras et des pelouses d'alpage. Les forêts sont gérées par l'Office national des forêts (ONF) et les propriétaires des parcelles privées les gèrent eux-mêmes, parfois en relation avec les techniciens du Centre régional de la propriété forestière (CRPF).

## Intérêt touristique et pédagogique

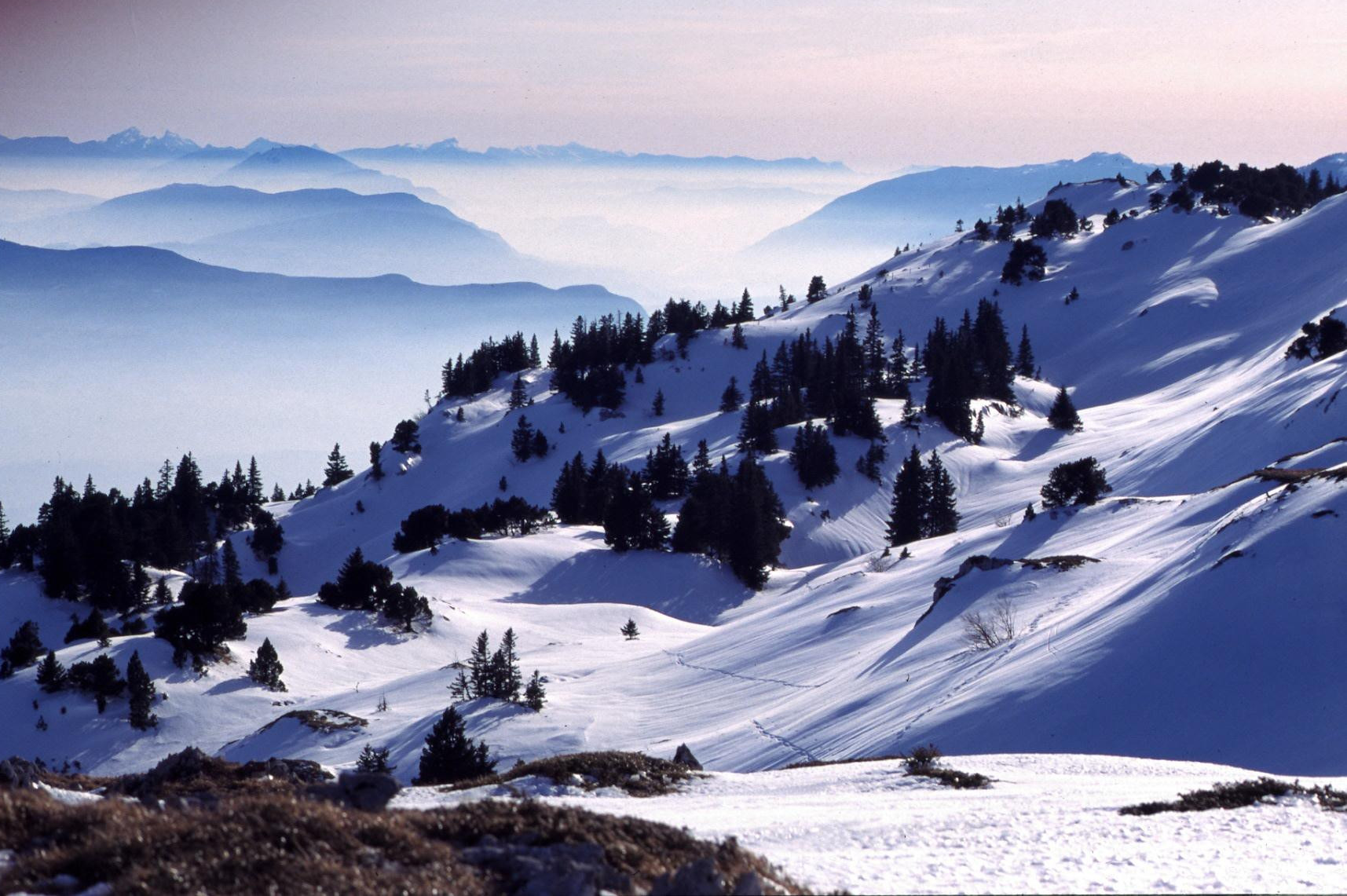
Les crêtes du Jura en février

La réserve naturelle est parcourue par de nombreux chemins et sentiers qui permettent de la découvrir en randonnée pédestre ou en ski de randonnée.

## Administration, plan de gestion, règlement
La réserve naturelle est gérée par la communauté de communes Pays de Gex Agglo.

### Outils et statut juridique
La réserve naturelle a été créée par un décret du 26 février 1993.